# Antonio Fernando Borges
Antonio Fernando Borges (Rio de Janeiro, dezembro de 1954 –  Rio de Janeiro, 3 de novembro de 2024) foi um escritor, contista, romancista, jornalista, tradutor, roteirista de cinema e de televisão brasileiro.

## Biografia
Venceu em 1997 o Prêmio Nestlé de Literatura Brasileira com seu primeiro livro, Que fim levou Brodie?. Sua prosa é influenciada por autores como Machado de Assis e Jorge Luís Borges.

## Obra
- Braz, Quincas e Cia. - Editora Companhia das Letras
- Memorial de Buenos Aires. - Editora Companhia das Letras
- "Não Perca a Prosa" - o Pequeno Guia da Grande Arte da Escrita - Versal Editores - Rio de Janeiro.
- Em Busca da Prosa Perdida - É Realizações - São Paulo.